# Alessandro Preti
Alessandro Preti (Villaco, 7 agosto 1992) è un pallavolista italiano, schiacciatore del Tricolore.

## Carriera

### Club
La carriera di Alessandro Preti inizia come centrale nelle formazioni giovanili della Futura Cordenons. Nell'annata 2008-09 entra a far parte del progetto federale del Club Italia, dove diventa opposto e rimane per tre anni, con una parentesi nella formazione satellite del Blue College Italia, giocando anche in Serie A2 nella stagione 2010-11. L'anno successivo si trasferisce al Segrate, raggiungendo la finale della Coppa Italia di Serie A2. Con la formazione segratese conquista una promozione dalla Serie B2 alla Serie B1, dopo l'auto-retrocessione della squadra per motivi economici.
Nella stagione 2014-15 viene ingaggiato dal Powervolley Milano, in Superlega, mentre nella stagione successiva torna in Serie A2 per difendere i colori della Libertas Brianza di Cantù, categoria dove milita anche nell'annata 2016-17 con il Civita Castellana.
Nella stagione 2017-18 ritorna al Powervolley Milano, nella massima divisione, per poi passare, nella stagione successiva, alla Libertas Brianza, in Serie A2. Nell'annata 2019-20 si accasa all'Olimpia Bergamo, con cui si aggiudica la Coppa Italia di Serie A2/A3, mentre in quella 2020-21 è al Cuneo, sempre in serie cadetta. Rimane con la compagine piemontese anche per l'annata successiva, per poi fare ritorno per la stagione 2022-23 alla Libertas Brianza, ancora in serie A2.
Per il campionato 2023-24 si trasferisce negli Emirati Arabi Uniti, nella squadra dell'Al-Jazira: a stagione in corso fa tuttavia ritorno in patria, ingaggiato dal Tricolore.

### Nazionale
Dopo aver partecipato a un collegiale con la nazionale, guidato da Mauro Berruto in vista dei Giochi della XXXI Olimpiade, viene convocato da Andrea Giani, capo allenatore della nazionale B, con cui vince la medaglia d'oro ai Giochi del Mediterraneo 2013. 

## Palmarès

### Club
- Coppa Italia di Serie A2/A3: 1

2019-20

### Nazionale (competizioni minori)
- Giochi del Mediterraneo 2013